# Wydział Prawa Kanonicznego Uniwersytetu Kardynała Stefana Wyszyńskiego
Wydział Prawa Kanonicznego Uniwersytetu Kardynała Stefana Wyszyńskiego – jeden z dziesięciu wydziałów Uniwersytetu Kardynała Stefana Wyszyńskiego w Warszawie. Jego siedziba znajduje się przy ul. Dewajtis 5 w Warszawie. Powstał w 1954.

## Kierunki kształcenia
Dostępne kierunki:
- Prawo kanoniczne (studia jednolite magisterskie)

## Poczet dziekanów
1. ks. prof. dr hab. Stefan Biskupski (1954–1960)
2. ks. prof. dr hab. Marian Myrcha (1960–1969)
3. ks. prof. dr hab. Ignacy Subera (1969–1972)
4. ks. prof. dr hab. Marian Żurowski (1972–1975)
5. ks. prof. dr hab. Remigiusz Sobański (1975–1978)
6. ks. prof. dr hab. Tadeusz Pawluk (1978–1984)
7. o. dr hab. Stanisław Ferdynand Pasternak (1984–1987)
8. ks. prof. dr hab. Julian Kałowski (1987–1993)
9. ks. dr hab. Jerzy Syryjczyk (1993–1996)
10. ks. prof. dr hab. Wojciech Góralski (1996–1999)
11. ks. prof. dr hab. Julian Kałowski (1999–2005)
12. ks. dr hab. Józef Wroceński (2005–2012)
13. ks. prof. dr hab. Henryk Stawniak (2012–2019)
14. ks. dr hab. Marek Stokłosa (2019–2020)
15. ks. dr hab. Dariusz Borek (od 2020)

## Władze wydziału
W kadencji 2020–2024:
| Stanowisko | Imię i nazwisko           |
| ---------- | ------------------------- |
| Dziekan    | ks. dr hab. Dariusz Borek |
| Prodziekan | dr Rafał Kamiński         |

## Struktura organizacyjna

### Instytut Prawa Kanonicznego
Dyrektor: ks. dr hab. Marek Saj
- Katedra Historii, Teorii i Norm Ogólnych Prawa Kanonicznego
- Katedra Ustroju Kościoła i Kanonicznych Form Życia Konsekrowanego
- Katedra Kanonicznego Prawa Małżeńskiego i Rodzinnego
- Katedra Kanonicznego Prawa Karnego, Administracyjnego i Procesowego
- Katedra Prawa Wyznaniowego i Komparatystyki Prawniczej